# Saint-Hilaire-la-Treille
Saint-Hilaire-la-Treille este o comună în departamentul Haute-Vienne din centrul Franței. În 2009 avea o populație de 419 de locuitori.

## Evoluția populației
| An        | 1975 | 1982 | 1990 | 1999 | 2006 | 2009 |
| --------- | ---- | ---- | ---- | ---- | ---- | ---- |
| Populație | 606  | 513  | 453  | 396  | 428  | 419  |